# Décès en 1946
Décès
- 1942
- 1943
- 1944
- 1945
- 1946
- 1947
- 1948
- 1949
- 1950

Cet article présente une liste de personnalités mortes au cours de l'année 1946.

Les mois de l'année font également l'objet de listes spécifiques :

## Décès par mois

### Inconnu
- Gaston Bouy, peintre français (° 2 septembre 1866).
- Charles Guilloux, peintre français (° 1866).
- Icilio Federico Joni, peintre et faussaire italien spécialisé dans la contrefaçon de tableaux de la peinture siennoise (° 1866).
- Joseph Vital Lacaze, peintre de paysages et de portraits français (° 15 mars 1874).
- Anton Loutskievitch, éditeur, journaliste, critique littéraire, historien et homme politique russe puis soviétique (° 29 janvier 1884).
- Maurice Rogerol, peintre et sculpteur français (° 1873).

### Janvier
- 1er janvier : Raimond Lecourt, peintre français (° 25 janvier 1882).
- 3 janvier : William Joyce, homme politique et journaliste américain d'origine britannique (° 24 avril 1906).
- 6 janvier : Gaspard Maillol, peintre, graveur sur bois, aquarelliste, éditeur et papetier français (° 10 juillet 1880).
- 12 janvier : André Roz, peintre français (° 18 juin 1887).
- 17 janvier : Jenny Nyström, peintre et illustratrice suédoise (° 13 juin 1854).
- 18 janvier : Ernest Jean-Marie Millard de Bois Durand, peintre, aquarelliste et dessinateur français (° 29 juillet 1872).
- 19 janvier : 
  - Aimitsu, peintre japonais (° 24 juin 1907).
  - Constance Benson, actrice britannique (° 1860).
- 21 janvier : 
  - Raphaël Duflos, acteur français (° 30 janvier 1858).
  - Augusta Preitinger, peintre néerlandaise (° 18 octobre 1878).
- 23 janvier : Paul de Lapparent, peintre, dessinateur, essayiste et historien d'art français (° 31 mars 1869).
- 26 janvier : René-Xavier Prinet, peintre français (° 31 décembre 1861).
- 29 janvier : Sidney Jones, chef d'orchestre et compositeur anglais (° 17 juin 1861).
- 29 janvier ou  31 janvier: Vaclav Radimsky, peintre impressionniste austro-hongrois puis tchécoslovaque (° 6 octobre 1867).
- 30 janvier :
  - Maryse Hilsz, aviatrice française (° 7 mars 1901).
  - Maurice Moisset, peintre paysagiste français (° 7 octobre 1860).

### Février
- 5 février : 
  - Boniface de Castellane, diplomate français (° 18 janvier 1897).
  - George Arliss, acteur britannique (° 10 avril 1868).
- 6 février : Justus D. Barnes, acteur américain (° 2 octobre 1862).
- 8 février : Miles Mander, acteur, réalisateur, scénariste, producteur, écrivain et dramaturge anglais (° 14 mai 1888).
- 10 février : Raymond Virac, peintre français (° 19 octobre 1892).
- 15 février : Ernest Howard Armstrong, avocat et homme politique, premier ministre de la Nouvelle-Écosse (° 27 juillet 1864).
- 19 février : Giuseppe Celi, homme politique italien (° 30 décembre 1879).
- 20 février : Arthur Parchet,  musicien suisse (° 16 octobre 1878).
- 21 février : Howard Ferguson, homme politique canadien, premier ministre de l'Ontario (° 18 juin 1870).
- 25 février : René Le Grevès, coureur cycliste français (° 6 juin 1910).
- 27 février :
  - Paule Gobillard, peintre post-impressionniste française (° 3 décembre 1867).
  - Jeannine Guillou, peintre française (° 17 mai 1909).

### Mars
- 5 mars : 
  - Hugo Breitner, homme politique autrichien (° 9 novembre 1873).
  - Charles Statham, homme d'État néo-zélandais (° 10 mai 1875).
- 7 mars : Bernard Naudin, peintre, dessinateur, caricaturiste et graveur français  (° 11 novembre 1876).
- 12 mars : Philip Merivale, acteur et dramaturge britannique (° 2 novembre 1886).
- 13 mars : Hassine Bouhageb, médecin, éducateur et promoteur du sport tunisien (° 20 octobre 1872).
- 20 mars : Carl August Liner, peintre suisse (° 8 juin 1871).
- 22 mars : Clemens August von Galen, cardinal allemand, évêque de Münster déclaré bienheureux (° 16 mars 1878).
- 23 mars : Gilbert Lewis, physicien et chimiste américain (° 23 octobre 1875).
- 24 mars : Alexandre Alekhine, joueur d'échecs russe puis français (° 31 octobre 1892).
- 25 mars : Aileen Manning, actrice américaine (° 20 janvier 1886).
- 26 mars : Arthur Garguromin-Verona, peintre roumain (° 25 août 1868).
- 29 mars :
  - László Baky, homme politique hongrois (° 13 septembre 1898).
  - László Endre, homme politique hongrois (° 1er janvier 1895).

### Avril
- 1er avril :
  - Noah Beery, acteur américain (° 17 janvier 1882).
  - Leo Reuss, acteur et réalisateur autrichien (° 30 mars 1891).
- 5 avril :
  - Maurice Millière, peintre, illustrateur et lithographe français (° 12 décembre 1871).
  - Gabriele Rohde, résistante danoise (° 7 septembre 1904).
- 6 avril : Jeanne Brindeau, actrice française (° 2 novembre 1860).
- 11 avril : Andor Jaross, homme d'État hongrois (° 23 mai 1896).
- 14 avril : Otto Dowling, homme politique américain (° 28 février 1881).
- 21 avril : John Maynard Keynes, économiste britannique (° 5 juin 1883).
- 22 avril : Lionel Atwill, acteur britannique (° 1er mars 1885).
- 23 avril : Giuseppe Palanti, peintre, illustrateur, costumier, metteur en scène et professeur italien (° 30 juillet 1881).
- 25 avril : Louise Artus-Perrelet, peintre, sculptrice et enseignante de dessin suisse (° 18 mars 1867).
- 27 avril : Franz Anton Basch, politicien nazi (° 13 juillet 1901).
- ? avril : José Luis Zabala, footballeur international espagnol (° 14 décembre 1898).

### Mai
- 1er mai : Edward Bairstow, organiste et compositeur anglais (° 22 août 1874).
- 8 mai : Karl Etlinger, acteur austro-allemand (° 16 septembre 1879).
- 11 mai : Pedro Henríquez Ureña, écrivain dominicain (° 29 juin 1884).
- 20 mai : Enrico Gasparri, cardinal italien de la Curie romaine (° 25 juillet 1871).
- 23 mai : Betsy Bakker-Nort, avocate, femme politique et militante féministe néerlandaise (° 8 mai 1974).
- 25 mai : Marcel Petiot, tueur en série français (° 17 janvier 1897).
- 29 mai : Cagnaccio di San Pietro, peintre talien (° 14 janvier 1897).
- 30 mai : Louis Slotin, physicien canadien (° 1er décembre 1910).
- 31 mai :
  - Lucien Beauduin, sénateur libéral et industriel belge, ingénieur agronome de l'UCL (° 20 mai 1869).
  - George Marston, homme politique, chef d'entreprise et philanthrope américain (° 22 octobre 1850).
- ? mai : Riahi Rabih, footballeur français (° 1912).

### Juin
- 1er juin : Firmin Maglin, peintre et lithographe français (° 1er octobre 1867).
- 3 juin : Chen Gongbo, homme politique chinois (° 19 octobre 1892).
- 4 juin : Sándor Simonyi-Semadam, homme d'État hongrois (° 23 juin 1864).
- 6 juin : Gerhart Hauptmann, écrivain allemand (° 15 novembre 1862).
- 7 juin :
  - Charles L'Eplattenier, peintre, architecte, sculpteur et décorateur suisse (° 9 octobre 1874).
  - Henri Montassier, peintre, caricaturiste et illustrateur français (° 27 juin 1880).
- 13 juin :
  - Charles Butterworth, acteur américain (° 26 juillet 1896).
  - Louis Martin, médecin et bactériologiste français (° 20 septembre 1864).
  - Charles Marx, résistant FFI, et homme politique luxembourgeois (° 26 juillet 1903).
- 21 juin : Heinrich Kaminski, compositeur allemand (° 4 juillet 1886).
- 26 juin : Arthur Aylesworth, acteur américain (° 12 août 1883).
- 27 juin : Albert Frederick Calvert, écrivain, ingénieur et explorateur britannique actif en Australie (° 20 juillet 1872).
- 28 juin : Pino Camilleri, homme politique italien (° 20 septembre 1918).

### Juillet
- 1er juillet : Frederick Koolhoven, pionnier et constructeur aéronautique néerlandais (° 11 janvier 1886).
- 6 juillet :
  - Jeanne Lanvin, grande couturière française (° 1er janvier 1867).
  - Oswald Pilloud, peintre et dessinateur suisse (° 27 juillet 1873).
- 8 juillet : Józef Mehoffer, peintre polonais (° 19 mars 1869).
- 11 juillet : Paul Nash, peintre et graveur sur bois britannique (° 11 mai 1889).
- 12 juillet : Raoul Toscan, homme de lettres, poète, romancier et critique d'art français (° 30 septembre 1884).
- 13 juillet : Alfred Stieglitz, photographe et marchand d'art (° 1er janvier 1864).
- 19 juillet : Jan Verkade, peintre néerlandais (° 18 septembre 1868).
- 20 juillet : Edmund Glaise-Horstenau, officier et homme politique autrichien (° 27 février 1882).
- 21 juillet : Shefqet Verlaci, homme politique albanais (° 15 décembre 1877).
- 26 juillet : Marguerite Delorme, peintre française (° 10 septembre 1876).
- 27 juillet : Gertrude Stein, écrivain et poétesse américaine (° 3 février 1874).
- 28 juillet : Ferdo Vesel, peintre serbe puis yougoslave (° 18 mai 1861).

### Août
- 4 août : Fédor Löwenstein, peintre tchécoslovaque d'origine juive (° 13 avril 1901).
- 8 août : Vulcana, femme forte galloise (° 6 mai 1874).
- 9 août :
  - Alexeï Balalouïev, aviateur russe (° 29 septembre 1914).
  - Léon Gaumont, inventeur et industriel français (° 10 mai 1864).
- 12 août : Sergueï Soudeïkine, peintre, graphiste et décorateur de théâtre russe puis américain (° 31 mars 1882).
- 19 août : 
  - René Alexandre, acteur français (° 22 décembre 1885).
  - Véra Sergine, actrice française (° 18 août 1884).
- 22 août : Pierre Schoonejans, homme politique belge (° 22 mars 1859).
- 27 août : Jaguare de Besveconne Vasconcellos, footballeur brésilien (° 14 mai 1905).
- 28 août : Willy Engel-Berger, compositeur et chef d'orchestre allemand et autrichien (° 26 août 1890).
- 29 août : Shōshō Chino, germaniste et traducteur japonais (° 18 mars 1883).
- 31 août :
  - Harley Granville Barker, dramaturge, acteur, directeur de théâtre et metteur en scène britannique (° 25 novembre 1877).
  - Paul von Klenau, compositeur danois (° 11 février 1883).
  - H. G. Wells, écrivain britannique (° 21 septembre 1866).

### Septembre
- 3 septembre : Paul Lincke, compositeur allemand (° 7 novembre 1886).
- 13 septembre : Eugène Lanceray, graphiste, peintre, sculpteur, mosaïste et illustrateur russe (° 4 septembre 1875).
- 16 septembre : Francisque Poulbot, affichiste, goguettier, dessinateur et illustrateur français (° 6 février 1879).
- 19 septembre : Alexander Carr, acteur, écrivain et artiste de cirque américain d'origine russe (° 7 mars 1878).
- 20 septembre : Raimu, comédien français (° 18 décembre 1883).
- 22 septembre : Ángel Zárraga, peintre mexicain (° 16 août 1886).
- 24 septembre : Fabio Fabbi, peintre italien (° 18 juillet 1861).
- 26 septembre : Émile Chaperon, peintre et décorateur français (° 17 mars 1868).

### Octobre
- 10 octobre :
  - Émile Goué, compositeur français (° 13 juin 1904).
  - J. Malcolm Dunn, acteur britannique (° 25 mai 1869).
- 15 octobre : Hermann Göring, maréchal du Troisième Reich (° 12 janvier 1893).
- 22 octobre : Henry Bergman, acteur américain (° 23 février 1868).
- 23 octobre : Ernest Thompson Seton, artiste animalier canado-écossais (puis naturalisé citoyen américain) (° 14 août 1860).
- 25 octobre :
  - Manuel Carlés, avocat, essayiste, enseignant et homme politique argentin (° 30 mai 1875).
  - Jules Mouquet, compositeur français (° 10 juillet 1867).
- 30 octobre :
  - Mamie Smith, chanteuse de blues américaine (° 26 mai 1883).
  - Charles Despiau, sculpteur français (° 4 novembre 1874).
- ? octobre : Jules-Léon Perrichon, graveur et peintre français (° 30 septembre 1866).

### Novembre
- 5 novembre : Zygmunt Stojowski, pianiste et compositeur polonais (° 4 mai 1870).
- 8 novembre : Aléxandros Karapános, diplomate et homme politique grec (° 1873).
- 9 novembre : Liang Hongzhi, homme politique chinois (° 1882).
- 10 novembre :
  - Henry Dannet, peintre français (° 17 mars 1886).
  - Nguyễn Văn Thinh, homme politique vietnamien, premier président de la République autonome de Cochinchine (° 1888).
- 14 novembre : Manuel de Falla, compositeur espagnol (° 23 novembre 1876).
- 16 novembre : Lucien Daudet, écrivain et peintre français (° 9 juin 1878).
- 24 novembre : László Moholy-Nagy, peintre, photographe plasticien et théoricien de la photographie hongrois naturalisé américain (° 20 juillet 1895).
- 27 novembre : Marcel Gouédard, footballeur français (° 15 janvier 1921).

### Décembre
- 6 décembre : Maximilian Steinberg, compositeur russe de musique classique et professeur de musique (° 4 juillet 1883).
- 9 décembre : Auguste Mallet, coureur cycliste français (° 3 mai 1913).
- 10 décembre : José Sevenants, pianiste, compositeur et pédagogue belge (° 25 août 1868).
- 13 décembre : Renée Falconetti, actrice française (° 21 juillet 1892).
- 15 décembre : Lee Kyu-wan, homme d'État coréen durant la dynastie Joseon (° 15 novembre 1862).
- 16 décembre : Jean Baltus, peintre français (° 27 novembre 1880).
- 17 décembre : Grigori Néouïmine, astronome soviétique (° 3 janvier 1886).
- 19 décembre :
  - Clyde Fillmore, acteur américain (° 25 octobre 1876).
  - Paul Langevin, physicien français (° 23 janvier 1872).
- 25 décembre :
  - W. C. Fields, humoriste de vaudeville et acteur américain (° 29 janvier 1880).
  - Charles Ernest Gault, politicien anglo-québécois (° 19 septembre 1861).
  - Henri Le Fauconnier, peintre cubiste français (° 5 juillet 1881).
- 27 décembre : John Babington Macaulay Baxter, avocat et homme politique, premier ministre du Nouveau-Brunswick (° 16 février 1868).
- 28 décembre :
  - Nicolas Engel, coureur cycliste luxembourgeois (° 30 avril 1902).
  - Julius Feld, peintre français d'origine roumaine (° 29 juin 1869).
- 29 décembre :
  - James Thomas Milton Anderson, premier ministre de la Saskatchewan (° 23 juillet 1878).
  - Lucien Fontayne, compositeur, pianiste, organiste et professeur de musique français (° 3 février 1865).
- 30 décembre : Charles Virion, médailleur, sculpteur animalier, peintre et céramiste français (° 1er décembre 1865).
- 31 décembre : Hannibal Price, écrivain et homme politique haïtien (° 9 juillet 1875).

### Date précise inconnue
- Xie Jishi, homme politique chinois (° 1878).